# Distrito Central de Negocios

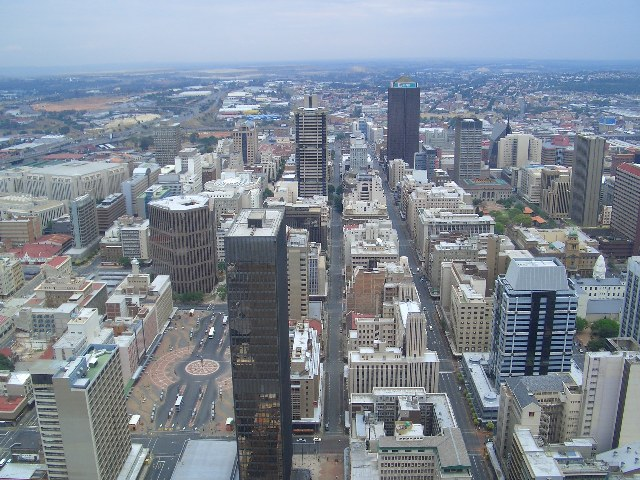
El Distrito de Negocios Central visto desde la cima del Carlton Centre.

El Distrito Central de Negocios (Central Business District) es uno de los principales centros de negocios de Johannesburgo, Sudáfrica. Posee el conjunto de rascacielos más denso de toda África, sin embargo, debido a la emigración de los blancos y al deterioro urbano, muchos de los edificios están desocupados y sus propietarios los han dejado por áreas más seguras en los Suburbios del Norte, particularmente Sandton y Rosebank. Hay varios movimientos significativos para revivir el área para el desplazamiento comunitario.

## Historia
El área que comprende actualmente el Distrito de Negocios Central ha sido el área del centro de la ciudad desde el principio. Su ubicación en el centro, así como una cuidadosa planificación la llevaron a ser escogida como la mejor zona para el desarrollo comercial y residencial, especialmente en los años económicamente prósperos de los años 1960 y 1970. Muchos grandes productos comerciales se completaron en este período como el Carlton Centre, que aún es el edificio más alto de África.
Bajo el apartheid, el Distrito de Negocios Central fue clasificado como un área sólo para blancos, lo que significó que a los negros se les permitiera trabajar y comprar, pero no vivir ahí. La aplicación del Acta de Áreas de Grupo se volvió poco estricta en los años 1980s, entre otras cosas porque las cortes no daban abasto para manejar todos los casos y cuando el Acta fue abolida, más personas negras desaventajadas se mudaron al centro de la ciudad, a menudo tomándose edificios enteros sobre utilizando su capacidad con personas que los anteriores propietarios blancos de clase media encontraban inaceptables como vecinos. Debe señalarse que los caseros blancos fueron frecuentemente utilizados como instrumentos en este proceso.
Esto se aplica no sólo para áreas residenciales establecidas anteriormente como Hillbrow en la periferia de DNC, sino que también a bloques de oficinas en el corazón del DNC, que se convirtieron en viviendas a medida que los negocios se fueron del centro a fines de los 1970s y 1980s. Una ola de criminalidad avanzó por la ciudad a medida que los negocios dejaron el DNC, lo que provocó que caminar por el área fuese peligroso. Muchos negocios y personas huyeron del Distrito de Negocio Central y las áreas circundante como Braamfontein, Hillbrow, y Yeoville por casas más seguras u oficinas en los Suburbios del Norte. A fines de los 1990s, el Distrito de Negocios Central era una zona a la cual no se debía entrar y virtualmente un pueblo fantasma. La situación ha mejorado desde ese entonces. El Gobierno Provincial de Gauteng tiene su oficina centra en el DND, así como grandes bancos. Sin embargo, la mayoría de los negocios en que trabaja la clase media han asegurado sus edificios, incluyendo los estacionamientos, tiendas, y restaurantes, para que los trabajadores no necesiten salir a la calle.

## Arquitectura y urbanismo
El Distrito Central de Negocios cuenta con varios de lo rascacielos más altos del país, como el Marble Towers y el Standard Bank Centre. Algunos de sus espacios públicos más notables son la plaza Gandhi y el parque Joubert.
Se han desarrollados planes significativos para redesarrollar el centro. El gobierno de Johannesburgo instaló cámaras de Circuitos Cerrados de Televisión en todo el Distrito de Negocios Central, lo cual disminuyó la criminalidad en forma drástica. Muchos edificios históricos han sido convertidos en condominios, lo que se espera atraiga a nuevos residentes al área. El Proceso de Desplazamiento Comunitario y redesarrollo se encontraba en curso el año 2005.